# 区际列车

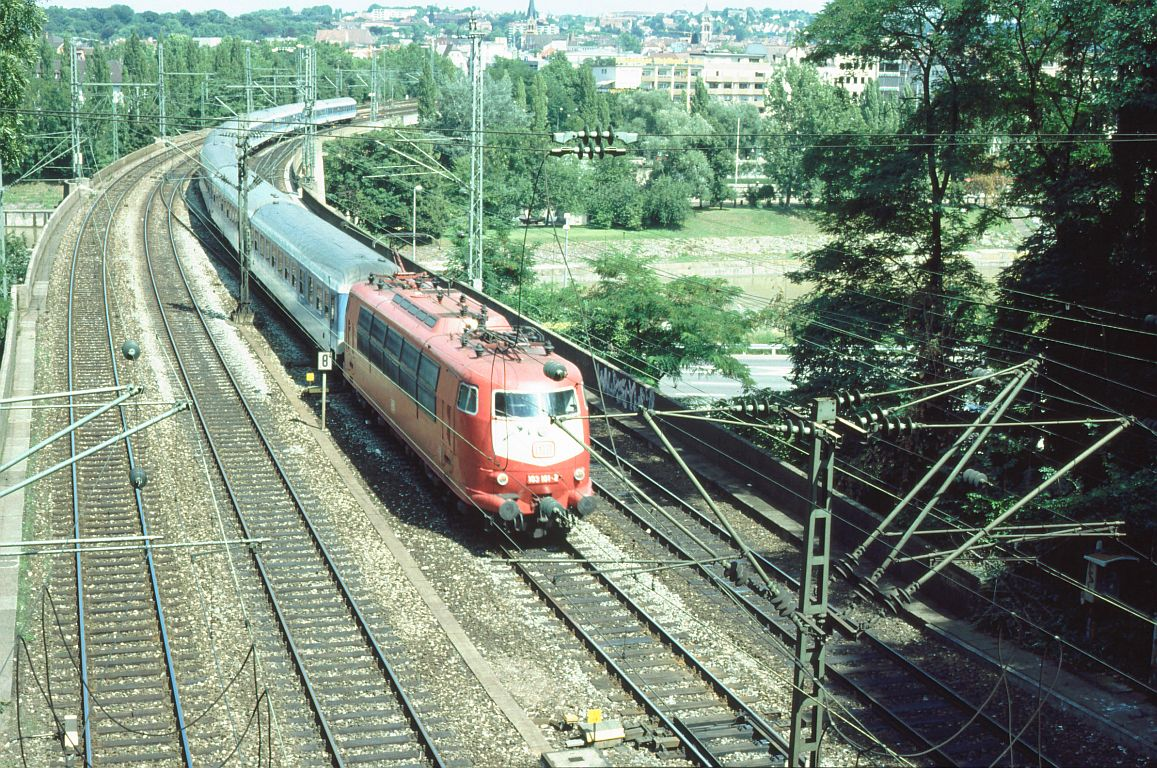
103型机车牵引的一列区际列车于斯图加特（1993年）

区际列车（德語：Interregio，缩写为IR）是欧洲多个国家正在或曾经使用的一个列车类别。这一类别的列车如今仍然存在于瑞士、卢森堡、波兰、丹麦、匈牙利和葡萄牙（CP的区际列车）等国。在德国和意大利，区际列车相继自2006年6月和2007年6月撤销；其中德国还设立了区际快车（简称）的类别作为替代。而比利时也在2014/15年度的运行图调整中将区际列车替换为地方列车（简称）或城际列车（简称）类别。
德国的区际列车名称是在1988年由德国联邦铁路作为长途运输的列车系统设立，并将从长远取代原个别存在于运行图中的直通列车（简称）。它应在长途网络中为地区和中型城市间提供固定的、钟面化的连接线路，等级较需收取附加费的城际列车、欧城列车和（自1991年设立的）城际快车类别为低。
在瑞士，当局围绕着快速列车以现代化、全空调车厢设立了区际列车类别，它与那些传统的非空调车厢有所不同。